# Castelli
För andra betydelser, se Castelli (olika betydelser).
Castelli är en kommun i provinsen Teramo, i regionen Abruzzo i Italien.  Kommunen hade 1 078 invånare (2018)) och gränsar till kommunerna Arsita, Bisenti, Calascio, Castel Castagna, Castel del Monte, Castelvecchio Calvisio och Isola del Gran Sasso d'Italia.